# Jean Boileau
Jean Boileau, né à Pointe-Claire, le 19 juin 1924, et mort à Trois-Rivières en juillet 2005, est une personnalité des médias et du monde des relations publiques québécoise.

## Biographie
Jean Boileau a été animateur de radio de 1948 à 1962 à New Carlisle, Québec et Trois-Rivières. Il fut également comédien, musicien, chanteur et imitateur pour terminer sa carrière dans le monde des relations publiques chez Hydro-Québec pendant près de 30 ans. Longtemps surnommé Grand Jean, il a été un des piliers annonceur-animateur de CHRC au tout début de l'époque que plusieurs ont baptisée l'âge d'or de cette station radiophonique qui dominait le monde de la radio à Québec où les animateurs avaient le statut de vedettes. Il a également été le descripteur des joutes de séries éliminatoires des Citadelles de Québec mené par le capitaine Jean Béliveau au printemps 1951,[source insuffisante]en route vers la coupe Memorial. À l'automne 1952, non seulement Jean Boileau est confirmé dans son rôle de descripteur des Citadelles mais il sera également désigné pour décrire les parties des As de Québec de la ligue senior du Québec et sa vedette Jean Béliveau. Le hockey a toujours occupé une place importante dans la vie de Jean Boileau, très jeune son oncle Eusèbe Daigneault arbitre de la LNH l'amène souvent au vieux forum où il le place près du banc des joueurs, plus tard il joue sous les ordres de son oncle Lionel "René" Boileau. Habile joueur de hockey et fin marqueur il contribue largement au succès des équipes de Pointe-Claire avec ses cousins Bernard,[réf. nécessaire]René et Marc qui a joué avec les Red Wings de Détroit de LNH. Il quitte le monde de la Radio en 1962, ensuite il deviendra un des piliers du monde des relations publiques et du bénévolat.

## Enfance et jeunesse

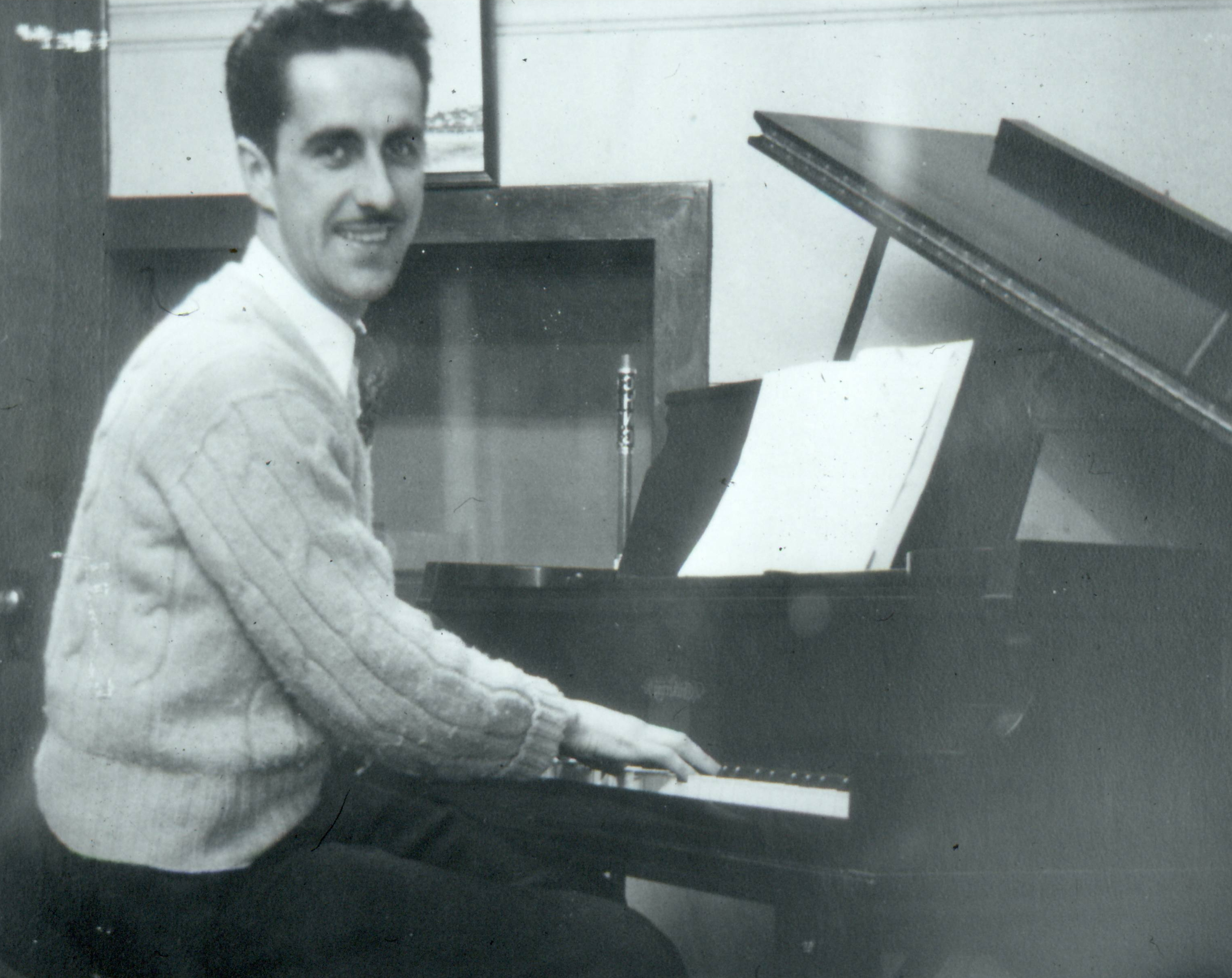
Jean Boileau au début des années 1940

Né à Pointe-Claire en 1924, il est fils unique, il n'a qu'une sœur de sept ans son aînée. Son père Henri travaille comme journalier à la ville de Pointe-Claire, les temps sont durs mais l'éducation des enfants est primordiale, en plus de son travail son père pêche le doré et la perchaude dans le lac St-Louis pour arriver à les nourrir convenablement. Aller à la pêche en compagnie de son père est une fête. Il fait son cours élémentaire à l'école Saint-Joachim de Pointe-Claire, puis chez les Frères de l'instruction chrétienne de sa paroisse pour ses études secondaires, une période qu'il apprécie grandement pour l'enseignement de qualité et les activités parascolaires. Il joue au hockey avec ses cousins René et Bernard et forme une ligne d'attaque qui terrorise les équipes adverses (Lachine, Dorval, Ste-Anne de Bellevue)[réf. nécessaire], les trois Boileau sont toujours parmi les 5 premiers compteurs de la ligue, habile joueur il est redouté pour ses talents de fin marqueur, en 1943 l'équipe de Pointe-Claire dirigé par son oncle Lionel qui a joué pour les Americans de New-York dans la LNH rafle tous les honneurs, les trois Boileau finissent tous les trois avec 88 points ex-aequo au premier rang des marqueurs. Il peut s'adonner à l'art du théâtre et du chant, le frère Marcel un artiste dans l'âme marquera Jean Boileau par son enseignement avant-gardiste, les joutes oratoires font également partie de ses activités, en complément il suit des cours de piano et il fonde avec ses copains une troupe de théâtre ; Le Foyer artistique. Grâce à François Rozet, une sommité des arts à l'époque, Jean Boileau participe à des émissions dramatiques à CHLP (en), Tous ces exercices et activités le prépare à sa future carrière radiophonique et de chroniqueur sportif.

## Carrière
Au printemps 1948, la radio devient sa priorité, il signe un engagement d’un an avec la station CHNC de New-Carlisle. Dès le départ ses émissions, Réminiscence littéraire, Déjeuner pour Monsieur et Madame, Lettres d’Amour le rendent très populaire. Il y fait la connaissance de Pierre Dufresne qui deviendra le Joseph-Arthur du temps d’une paix et le Fardoche de Passe-Partout à  la télévision, du jeune Gérard D. Lévesque étudiant et annonceur d’été qui deviendra ministre avec les Libéraux du Québec, de Paul E. Allard futur ministre sous Johnson et Bertrand avec l’Union Nationale. Il aime profondément la Gaspésie et participe activement à la vie Gaspésienne.
À l’automne 1949 il entre à CHRC n’ayant pu résister à la vie artistique des grands centre, il devient rapidement l’homme à tout faire de CHRC, il devient rapidement un des piliers du début de la période de l’âge d’or de CHRC (1950-1975). Dès 1950, Albert Brie (chez Miville, Le Mot du Silencieux) auteur-comédien-réalisateur propose une série qui durera 4 ans qui mystifie le public de CHRC et le monde la radio de Québec, Le Père Tobie, une composition d’un vieux calèchier de Québec, une création qui demeure secrète quant à son interprète, un rôle qui sied parfaitement à Jean Boileau, mettant à profit ses talents de comédien et d’imitateur. Le vieux Tobie qui chialait sur tout et sur rien a bien fait rire et sourire les auditeurs. « Non Monsieur Brie, je n’ai pas pris de notes ou écrit un texte, quand j’utilise une plume, y faut que ça paie. Une fois par mois, quand j’endosse mon chèque de pension. »
En 1951 CHRC se démarque avec ses actualités, ses émissions de variétés et l’information incluant ses chroniques sportives, Jean Boileau est partie prenante de toutes ses activités, les scripteurs de talent tel Albert Brie, Georgette Lacroix et Simone Bussière exploite à fond les talents de Jean Boileau et ses compagnons de l’époque, les Roger Lebel, Jacques Larochelle, Gaston Blais, Anette Leclerc, Pierette Fortin qui participe à l’ascension au sommet de CHRC. Il ne faut pas oublier Les Montagnards Laurentiens qui sont une institution aussi importante que l’émission Le chapelet en Famille. Devenu également chroniqueur sportif il participe aux  émissions , La Tribune sportive, avec Michel Normandin,  aux chroniques sportives de Maurice Descarreaux, puis on lui confie l’émission Les actualités sportives de 23 heures pour les 9 prochaines années.